# Sei paesaggi nella pioggia
Sei paesaggi nella pioggia è un album dei Quadraphonic pubblicato nel 2001.

## Tracce
1. Sei paesaggi nella pioggia – 23:11